# Sat (Statele Unite ale Americii)
Sat (în engleză village), desemnează în Statele Unite ale Americii o localitate încorporată, o diviziune administrativă de ordin terțiar a Uniunii (după cea de stat, de ordin primar, și cea de comitat, de ordin secundar) și care variază în semnicație informativă și utilizare formală în funcție de zona geografică și legislația locală.
Satele, aidoma orașelor, târgurilor și cătunelor, respectiv a localităților desemnate pentru recensământ și a districtelor, sunt entități locuite/localități (sau locuri populate, în engleză populated places) componente ale comitatelor din toate statele Statelor Unite ale Americii.
De la promulgarea celui de-al Zecelea amendament al Constituției Statelor Unite, care face guvernele statelor responsabile pentru guvernarea locală, statele sunt libere de a numi subdiviziunile lor terțiare precum doresc să o facă, inclusiv sate, deci villages.
Tipic, un sat din Statele Unite este o municipalitate, adică o localitate încorporată de tipul orașelor și târgurilor, sau a zonelor încorporate de tipul districtelor sau districtelor civile, fiind de obicei suburbană, deci având o populație redusă și care este și situată în zone slab populate (numite adesea și zone rurale).

## Utilizare informativă
În utilizare informativă, un sat din Statele Unite poate fi o așezare umană de mici dimensiuni care nu are o existență legală formală. 
În Noua Anglie colonială, un sat era o mică așezare formată tipic în jurul clădirii unei biserici, care implicit se găsește în centrul acestei așezări, numită târg din Noua Anglie (conform, New England town).  Multe dintre aceste așezări încă există ca centre de târguri. Odată cu avansul tehnologic, economic și social determinat de Revoluția industrială, un nou tip de sat a apărut în jurul minelor, fabricilor și/sau centrelor industriale, satul sau cartierul industrial (conform, industrial villages).  Din cauza faptului că majoritatea satelor din New England se găseau în limitele administrative ale unor târguri deja constituite, multe dintre aceste cartiere industriale nu au fost niciodată încorporate separat ca municipalități.
O comunitate ne-încorporată, similară cu cea de sat, dar mai mică,  este cea de cătun (în engleză, hamlet) din statul New York. Uneori un sat este o localitate încorporată și se poate găsi în anumite state ale Uniunii în care - din punct de vedere administrativ - toate  municipalitățile (orașe, târguri, districte, districte civile și sate) sunt echivalente ca funcție.

## Utilizare formală
Statele care recunosc formal satul (ca municipalitate - de ordin doi, trei sau patru- sau chiar ca district civil) au definiții ale termenului care variază foarte mult.  În mod obișnuit, un sat (în engleză village) este fie un district special ori o municipalitate.  Ca municipalitate, un sat poate 
1. diferi (ca populație) comparativ cu un oraș sau cu un târg;
2. diferi față de un oraș (city) sau târg (town) în termeni de apartenență la un district civil; ori
3. fi teoretiv echivalent cu un oraș (city) sau târg (town).

### Alaska
Conform Articolului 10, Secțiunea a 2-a a Constituția Statului Alaska, precum și legea specială derivată din constituția statului, Alaska recunoaște legal doar orașele (în engleză cities)) și echivalentele comitatelor (numite doar în Alaska boroughs) ca entități municipale.   În Alaska, cuvântul "sat" (în engleză village) este un termen, care se referă la comunități mici, care se găsesc mai ales în zonele rurale ale statului, de obicei neconectate cu restul statului prin Sistemul de Drumuri Nord American, al Canadei, Mexicului și Statelor Unite ale Americii.
Multe din aceste comunități sunt populate predominant de locuitorii nativi ai Alaskăi, fiind recunoscute la nivel federal ca sate conform legii cunoscute ca Legea reorganizării indiene (a vedea Indian Reorganization Act) și/ori Legea  (a se vedea Alaska Native Claims Settlement Act. 

### West Virginia -- Virginia de Vest
În statul West Virginia (în română Virginia de Vest), târgurile (în engleză towns) și satele (în engleză villages) sunt municipalități de clasa a IV-a (în engleză Class IV municipalities), având maximum 2.000 de locuitori.

### Wisconsin
În statul Wisconsin, orașele (în engleză cities) și satele (în engleză villages) se găsesc în afara suprafeței oricărora din districtele civile (în engleză civil township). Ca atare, densitatea populației acestor entități locuite diferă din cauza variației suprafeței care este folosită în calcularea acestui parametru.

## Alte legături interne
- Categorie:Liste de orașe din Statele Unite după stat
- Categorie:Liste de târguri din Statele Unite după stat
- Categorie:Liste de districte civile din Statele Unite după stat
- Categorie:Liste de sate din Statele Unite după stat
- Categorie:Liste de comunități neîncorporate din Statele Unite după stat
- Categorie:Liste de localități dispărute din Statele Unite după stat
- Categorie:Liste de comunități desemnate pentru recensământ din Statele Unite după stat